# Hobart (Australië)
Hobart is de hoofdstad van de Australische deelstaat Tasmanië. De havenstad is gelegen aan de zuidoostkust van het eiland en is na Sydney de oudste van het land. Hobart heeft ongeveer 47.000 inwoners, Groot-Hobart heeft ongeveer 200.000 inwoners. De stad ligt aan de rivier de Derwent, de Tasman Highway en aan de voet van de 1271 meter hoge Mount Wellington. In Hobart is de Universiteit van Tasmanië gevestigd. Tot 1960 bestond er een tramnet dat als enige in Australië over dubbeldekstrams beschikte. Van 1935-1968 bestond de trolleybus van Hobart.
|  |

## Geboren
- Constance Stone (1856-1902), Australisch arts
- Errol Flynn (1909-1959), Amerikaans acteur van Australische afkomst
- Don Sharp (1922-2011), Brits filmregisseur van Australische afkomst
- Elizabeth Blackburn (1948), Amerikaans microbioloog en Nobelprijswinnares (2009)
- Koningin Mary van Denemarken (1972)
- Duncan Free (1973), Australisch roeier
- Matthew Wells (1978), hockeyer
- Jai Crawford (1983), Australisch wielrenner
- Alex Peroni (1999), Australisch autocoureur

## Stedenbanden
- Invercargill (Nieuw-Zeeland)